# Odra Wodzisław
MKS Odra Wodzisław Śląski este un club de fotbal din Wodzisław Śląski, Polonia. Echipa susține meciurile de acasă pe MOSiR Stadion cu o capacitate de 6.620 de locuri.